# Suske en Wiske Classics
Suske en Wiske Classics, of de  Witte Reeks, is een reeks van heruitgegeven Suske en Wiske-albums die liep van 2017 tot en met 2019.

## Beschrijving
De opzet van de reeks was de heruitgave van alle Suske en Wiske-verhalen die van nummer 1 tot en met 300 waren uitgegeven in de rode reeks alsook de verhalen die in de blauwe reeks waren verschenen.
De albums verschenen in een A4-formaat met witte kaft en rode rand. Bovenaan de kaft aan de voorzijde prijkt een handtekening van Willy Vandersteen. Op de eerste vier albums werd echter per vergissing een versie van deze handtekening door diens opvolger Paul Geerts gebruikt. Deze fout werd vanaf album 4 rechtgezet. Er werden jaarlijks tot twaalf albums uitgegeven. De albums verschenen telkens per 4 en tegelijkertijd verscheen ook een verzamelalbum (genaamd "Integraal") dat de vier laatste uitgegeven verhalen bevatte. Aanvankelijk bleven de verhalen inhoudelijk gelijk aan hun uitvoering bij de vierkleurenreeks. Dit betekent dat de verhalen uit de blauwe reeks en een aantal verhalen uit de oude ongekleurde reeks en tweekleurenreeks opnieuw in hun ingekorte versie werden opgenomen in de Classics reeks. De verhalen werden wel opnieuw ingekleurd en bij de verzamelalbums werd er ook een aantal pagina's met achtergrondinformatie toegevoegd. Vanaf album 17 besliste de uitgever de aanpak met betrekking tot deze reeks aan te passen. Voortaan werden voor de albums uit deze reeks de oorspronkelijke tekeningen gehanteerd. Dit betekent dat de verhalen die oorspronkelijk in de blauwe reeks waren uitgegeven, voortaan in hun volledige versie in de witte reeks werden opgenomen. Na 28 albums en 7 verzamelalbums besliste de uitgever echter om de reeks stop te zetten.